# Varsányi András
Varsányi András (Walter András) (Budapest, 1945. szeptember 8. – 2011. június) magyar matematikus, tanár, politikus, országgyűlési képviselő.

## Életpályája

### Iskolái
1964–1969 között az Eötvös Loránd Tudományegyetem Természettudományi Karának matematika-fizika szakos hallgatója volt. 1975–1978 között programozó matematikus végzettséget szerzett.

### Pályafutása
1969–1970 között a Bicskei Községi Tanács művelődési osztályának szaktanára volt. 1970–1975 között a SZÜV munkatársa volt. 1975–1978 között az Infelor számítástechnikai munkatársa volt. 1978–1982 között a Fővárosi Tanács Számítástechnikai Alkalmazási Bizottságának főelőadójaként dolgozott. 1982–1987 között a Fővárosi Üzemszervezési és Ügyviteltechnikai Iroda elméleti és számítástechnikai osztályvezetője volt. 1987–1990 között a Hungarhotels számítástechnikai fejlesztési osztály munkatársa volt.

### Politikai pályafutása
1989-től az MDF tagja volt. 1990–1994 között országgyűlési képviselő (Bicske) volt. 1990–1994 között az Önkormányzati, közigazgatási, belbiztonsági és rendőrségi bizottság tagja volt.

## Családja
Szülei Walter Mihály és Klopfer Margit voltak. 1968-ban házasságot kötött Sarlós Máriával. Két gyermekük született: Mirtill (1969–) és Gergely (1972–).